# (5761) Andreivanov
(5761) Andreivanov (1981 ED21) – planetoida z pasa głównego asteroid okrążająca Słońce w ciągu 4,54 lat w średniej odległości 2,74 j.a. Odkryta 2 marca 1981 roku.